# Изложение (филм)
„Изложение“ е български игрален филм (драма) от 1988 година на режисьора Милен Николов, по сценарий на Александър Томов. Оператор е Димитър Лисичаров. Музиката във филма е композирана от Ангел Михайлов.

## Актьорски състав
- Георги Калоянчев – Бай Михо
- Георги Русев – Власо
- Георги Новаков
- Катя Чукова
- Ирен Кривошиева
- Велко Кънев
- Павел Поппандов
- Кирил Господинов
- Пламен Сираков
- Катерина Евро (не е посочена в надписите на филма)